# Cain's Way
Cain's Way è un album studio del gruppo musicale polacco Hate, pubblicato il 23 luglio 2002.

## Tracce
1. Apocalypse – 3:34
2. ...and the Sin Becomes – 3:49
3. Sectarian Murder – 3:35
4. The Fifth Eternally Despised – 0:38
5. Through Hate to Eternity – 3:36
6. Shame of the Creator – 4:23
7. Resurrected But Failed – 4:08
8. Cain's Way – 3:31
9. Holy Dead Trinity – 3:16
10. Future Is Mayhem – 3:18
11. From Cain to Cadmon – 1:50

## Formazione
- Adam the First Sinner - chitarra, voce
- Kaos – chitarra ritmica
- Cyprian – basso
- Mittloff – batteria